# Ås kommun
Ås kommun (norska: Ås kommune) är en kommun i landskapet Follo i Akershus fylke i sydöstra Norge. Kommunen gränsar till kommunerna Vestby, Frogn, Nordre Follo och Indre Østfold. Centralort i kommunen är tätorten Ås (Ås sentrum) med 8 823 invånare (2011). Den ligger cirka 30 kilometer söder om Oslo. Järnvägen Østfoldbanan går genom kommunen. Motorvägen på E6 och E18 går också rakt genom kommunen.
En annan tätort i kommunen är Kjærnes vid Bunnefjorden. Även en del av tätorten Ski ligger inom kommunen. Denna tätort omfattar bland annat orten Togrenda som tidigare utgjort en egen tätort. Orten Kroer har även den tidigare räknats som en tätort men uppfyller inte längre kriterierna.
I Ås kommun (i västra delen av tätorten Ås) ligger Norges miljø- og biovitenskapelige universitet (NMBU, tidigare UMB/NLH), som från och med den 1 januari 2005 ändrade namn från Norges landbrukshøgskole (NLH). I norra delen av kommunen, nära Vinterbro, ligger Norges mest kända nöjespark Tusenfryd.

## Administrativ historik
Ås kommun grundades på 1830-talet, samtidigt med flertalet andra norska kommuner.
1912 byttes två områden med totalt 21 invånare mellan Ås och Frogns kommuner. 1969 överfördes ett område med 2 invånare till Frogns kommun.

## Tätorter
I Ås kommun finns två tätorter:
- Ski (del av)
- Ås (centralort)

Orten Kjærnes har tidigare räknats som en egen tätort men räknas sedan 2024 som en del av tätorten Ski.

## Socknar
Inom Norska kyrkan är Ås kommun indelad i tre socknar:
- Kroers socken
- Nordby socken
- Ås socken

Socknarna ingår i Søndre Follo prosteri i Borgs stift.